# ويليام ستيوارت روز
ويليام ستيوارت روز (بالإنجليزية: William Stewart Rose)‏ (و. 1775 – 1843 م) هو شاعر، ومترجم، وسياسي من مملكة بريطانيا العظمى، والمملكة المتحدة لبريطانيا العظمى وأيرلندا، توفي عن عمر يناهز 68 عاماً.

## مناصب
تولى منصب عضو مجلس الشعب في برلمان بريطانيا العظمى
.

## التعليم
تعلم في كلية إيتون، وتعلم في كلية سانت جونز
.